# Benny Carter
Benny Carter (Harlem vagy New York, 1907. augusztus 8. – Los Angeles, 2003. július 12.) kétszeres Grammy-díjas amerikai szaxofonos, klarinétos, trombitás, hangszerelő, zenekarvezető.
Az egyike volt azoknak az afroamerikai muzsikusoknak, akik megtörték Hollywood ellenállását a fekete zeneszerzőkkel szemben. Quincy Jones szerint az ő vállán kerültek a fekete zenészek kiérdemelt helyükre. A Fehér Házban még Bill Clinton elnökkel is szaxofonozott.

## Pályakép
Zongorázni tanult, de aztán a szaxofont választotta. Komponált és hangszerelt is mindig.
Megújította a big bandek hangzását. Miles Davis „zeneiskolának” nevezte Carter nagyformátumú hatását.
Teddy Wilson, Dizzy Gillespie, Miles Davis, Max Roach is ott volt a legfontosabb zenésztársai között. A harmincas években három évig Európában élt, majd 1938-ban visszatért Amerikába, és Hollywoodban telepedett le.

## Lemezeiből
- 1957: Jazz Giant (Contemporary) + Ben Webster
- 1961: Futher definitions + Coleman Hawkins, Phil Woods, Charlie Rouse
- 1976: The King + Milt Jackson, Tommy Flanagan, Joe Pass
- 1977: Benny Carter Four; Montreux
- 1977: Live in Japan

## Díjak
- 1977: Down Beat Jazz Hall of Fame
- 1978: the Black Filmmakers Hall of Fame
- 1980: Golden Score award of the American Society of Music Arrangers and Composers
- 1986: National Endowment for the Arts – Jazz Masters Award
- 2000: National Medal of Arts by President Bill Clinton

### Grammy-díjak
- 1987: Lifetime Achievement Award

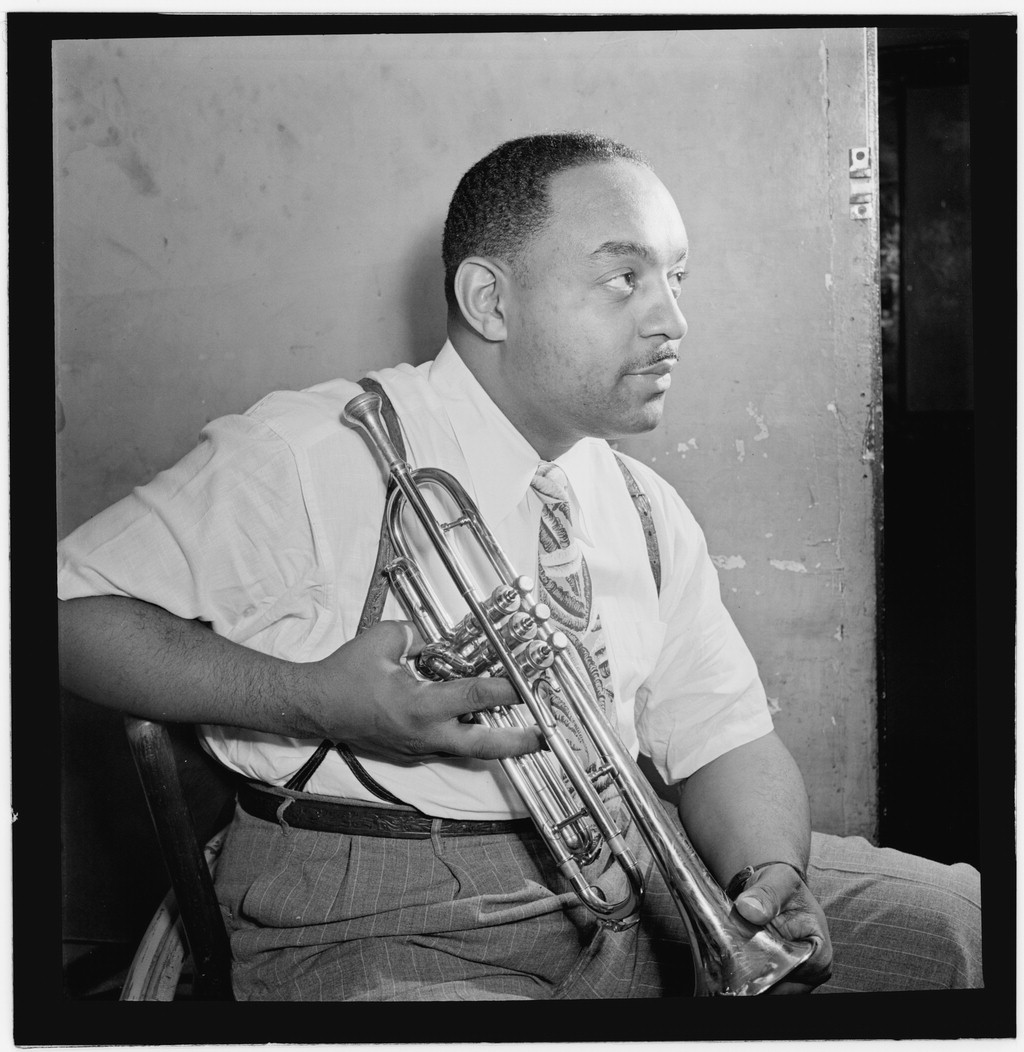

- 1992: Best Instrumental Composition
- 1994: Best Jazz Instrumental Solo – „Prelude to a Kiss”
- Hét alkalommal Grammy-díjra jelölés